# Cẩm Lạc
Cẩm Lạc là một xã thuộc huyện Cẩm Xuyên, tỉnh Hà Tĩnh, Việt Nam.

## Địa lý
Xã Cẩm Lạc có diện tích 38,77 km², dân số năm 1999 là 6.048 người, mật độ dân số đạt 156 người/km².

## Hành chính
Xã Cẩm Lạc được chia thành 12 thôn: Đinh Hồ, Đinh Phùng, Hoa Thám, Hưng Đạo, Lạc Thọ, Nam Hà, Nam Văn, Quang Trung I, Quang Trung II, Trần Phú, Trung Đoài, Yên Lạc.

## Lịch sử
Ngày 8 tháng 12 năm 2020, HĐND tỉnh Hà Tĩnh ban hành Nghị quyết số 266/NQ-HĐND về việc:
- Thành lập thôn Hà Văn trên cơ sở thôn Nam Hà và thôn Nam Văn.
- Thành lập thôn Phú Đoài trên cơ sở thôn Trần Phú và thôn Trung Đoài.